# برونو مادوكس
برونو مادوكس (بالإنجليزية: Bruno Maddox)‏ (15 نوفمبر 1969، لندن في المملكة المتحدة)؛ صحفي وروائي بريطاني. درس في جامعة هارفارد.